# Don't Wanna Lie
"Don't Wanna Lie" là đĩa đơn thứ 49 của B'z, phát hành vào ngày 1 tháng 6 năm 2011. Bài hát từng đứng vị trí #1 trên bảng xếp hạng Oricon, bán được 160.000 bản ở tuần đầu tiên.Đây là bài hát mở đầu thứ 31 của bộ anime Thám tử lừng danh Conan và bài hát kết thúc cho movie thứ 15 của anime này,Thám tử lừng danh Conan: 15 phút tĩnh lặng.